# دبورا لوکوموئنا
دبورا لوکوموئنا (انگلیسی: Déborah Lukumuena؛ زادهٔ ۴ دسامبر ۱۹۹۴) بازیگر اهل فرانسه است. وی از سال ۲۰۱۶ میلادی تاکنون مشغول فعالیت بوده‌است.
وی در سال ۲۰۱۷ برنده جایزه سزار بهترین بازیگر نقش مکمل زن شده‌است.